# Статуя Яна Смутса (Парламентська площа)
Статуя Яна Смутса на Парламентській площі в Лондоні (англ. Statue of Jan Smuts, Parliament Square) — бронзова скульптура Яна Смутса в натуральну величину роботи британського художника Джекоба Епстайна, що стоїть на північній стороні Парламентської площі в Лондоні, Велика Британія, між статуєю лорда Пальмерстона та статуєю Девіда Ллойд Джорджа.

## Опис
Статуя зображує його у військовій формі у вигляді фельдмаршала, нахиленого вперед із висунутою лівою ногою, ніби йде вперед. Статуя стоїть на постаменті з граніту з Південної Африки, на якому є напис «JAN/CHRISTIAN/SMUTS/ 1870—1950».

## Історія
Після того, як Вінстон Черчилль переміг на загальних виборах у жовтні 1951 року, він запропонував встановити статую на Парламентській площі як меморіал Смутсу, який помер у вересні 1950 року. Черчилль пішов у відставку з посади прем'єр-міністра в 1955 році, і був занадто хворий, щоб провести відкриття в листопаді 1956 року; натомість його відкрив спікер Палати громад Вільям Моррісон. У 1970 році статую внесли до списку пам’яток, що охороняються, зі статусом Grade II.